# Roncus
Genre
Synonymes
- Parablothrus Beier, 1928

Roncus est un genre de pseudoscorpions de la famille des Neobisiidae.

## Distribution
Les espèces de ce genre se rencontrent en Europe, en Afrique du Nord et au Moyen-Orient.

## Liste des espèces
Selon Pseudoscorpions of the World (version 3.0) :
- Roncus abditus (Chamberlin, 1930)
- Roncus aetnensis Gardini & Rizzerio, 1987
- Roncus almissae Ćurčić, Radja, Ćurčić & Ćurčić, 2010
- Roncus alpinus L. Koch, 1873
- Roncus andreinii (Caporiacco, 1925)
- Roncus anophthalmus (Ellingsen, 1910)
- Roncus antrorum (Simon, 1896)
- Roncus araxellus Schawaller & Dashdamirov, 1988
- Roncus assimilis Beier, 1931
- Roncus babadochiae Ćurčić & Dimitrijević, 2006
- Roncus baccettii Lazzeroni, 1969
- Roncus barbei Vachon, 1964
- Roncus bauk Ćurčić, 1991
- Roncus beieri Caporiacco, 1947
- Roncus belbogi Ćurčić, Makarov & Lučić, 1998
- Roncus bellesi Lagar, 1972
- Roncus belluatii Gardini, 1992
- Roncus binaghii Gardini, 1991
- Roncus birsteini Krumpál, 1986
- Roncus boneti Beier, 1931
- Roncus caballeroi Lagar, 1974
- Roncus cadinensis Zaragoza, 2007
- Roncus caprai Gardini, 1993
- Roncus caralitanus Gardini, 1981
- Roncus carinthiacus Beier, 1934
- Roncus carusoi Gardini & Rizzerio, 1987
- Roncus cassolai Beier, 1973
- Roncus caucasicus (Beier, 1962)
- Roncus cerberus (Simon, 1879)
- Roncus ciobanmos Ćurčić, Poinar & Sarbu, 1993
- Roncus comasi Mahnert, 1985
- Roncus corcyraeus Beier, 1963
- Roncus corimanus Beier, 1951
- Roncus craciun Ćurčić & Dimitrijević, 2006
- Roncus crassipalpus Rafalski, 1949
- Roncus dallaii Callaini, 1979
- Roncus davor Ćurčić, Dimitrijević & Makarov, 1997
- Roncus dazbog Ćurčić & Legg, 1994
- Roncus decui Ćurčić & Dimitrijević, 2006
- Roncus diocletiani Ćurčić, Dimitrijević, Radja & Radja, 2008
- Roncus dragobete Ćurčić, Poinar & Sarbu, 1993
- Roncus duboscqi Vachon, 1937
- Roncus elbulli Zaragoza & Henderickx, 2009
- Roncus euchirus (Simon, 1879)
- Roncus gardinii Heurtault, 1990
- Roncus gestroi Beier, 1930
- Roncus giganteus Mahnert, 1973
- Roncus golemanskyi Ćurčić, 2002
- Roncus golijae Ćurčić, 1997
- Roncus grafittii Gardini, 1982
- Roncus gruiae Ćurčić & Dimitrijević, 2006
- Roncus hajnehaj Ćurčić & Dimitrijević, 2009
- Roncus hibericus Beier, 1939
- Roncus hors Ćurčić, Dimitrijević & Makarov, 1997
- Roncus ingaunus Gardini, 1991
- Roncus insularis Beier, 1938
- Roncus italicus (Simon, 1896)
- Roncus ivanjicae Ćurčić & Ćurčić, 1995
- Roncus jagababa Ćurčić, 1988
- Roncus jaoreci Ćurčić, 1984
- Roncus jarilo Ćurčić, 1991
- Roncus jelasnicae Ćurčić & Dimitrijević, 2009
- Roncus judsoni Henderickx & Zaragoza, 2005
- Roncus julianus Caporiacco, 1949
- Roncus juvencus Beier, 1939
- Roncus kikimora Ćurčić & Legg, 1994
- Roncus krupanjensis Ćurčić, Radja, Ćurčić & Ćurčić, 2010
- Roncus lagari Beier, 1972
- Roncus leonidae Beier, 1942
- Roncus liebegotti Schawaller, 1981
- Roncus ligusticus Beier, 1930
- Roncus lonai Caporiacco, 1949
- Roncus lubricus L. Koch, 1873
- Roncus lychnidis Ćurčić, 1984
- Roncus mahnerti Ćurčić & Beron, 1981
- Roncus melitensis Gardini & Rizzerio, 1987
- Roncus melloguensis Gardini, 1982
- Roncus menozzii (Caporiacco, 1923)
- Roncus microphthalmus (Daday, 1889)
- Roncus montsenyensis Zaragoza & Šťáhlavský, 2007
- Roncus narentae Dimitrijević & Rađa, 2009
- Roncus negreae Ćurčić & Dimitrijević, 2006
- Roncus neotropicus Redikorzev, 1937
- Roncus novus Beier, 1931
- Roncus numidicus Callaini, 1983
- Roncus orao Ćurčić, Dimitrijević, Ćurčić & Mitič, 2004
- Roncus orjensis Ćurčić, Dimitrijević, Radja & Radja, 2008
- Roncus pannonius Ćurčić, Dimitrijević & Karamata, 1992
- Roncus pantici Ćurčić & Dimitrijević, 2004
- Roncus paolettii Mahnert, 1980
- Roncus parablothroides Hadži, 1938
- Roncus paulipetrou Ćurčić, 2011
- Roncus peissensis Ćurčić, Lemaire, Ćurčić, Dimitrijević, Milinčić & Pecelj, 2010
- Roncus peramae Helversen, 1969
- Roncus pljakici Ćurčić, 1973
- Roncus podaga Ćurčić, 1988
- Roncus pripegala Ćurčić, 1988
- Roncus puddui Mahnert, 1976
- Roncus pugnax (Navás, 1918)
- Roncus radji Ćurčić, Radja, Ćurčić & Ćurčić, 2010
- Roncus remesianensis Ćurčić, 1981
- Roncus remyi Beier, 1934
- Roncus rujevit Ćurčić & Legg, 1994
- Roncus sandalioticus Gardini, 1982
- Roncus sardous Beier, 1955
- Roncus satoi Ćurčić & Dimitrijević, 1994
- Roncus setosus Zaragoza, 1982
- Roncus siculus Beier, 1963
- Roncus sotirovi Ćurčić, 1982
- Roncus stankokaramani Ćurčić & Dimitrijević, 2001
- Roncus starivlahi Ćurčić & Dimitrijević, 1998
- Roncus strahor Ćurčić, 1993
- Roncus stussineri (Simon, 1881)
- Roncus svanteviti Ćurčić, 1992
- Roncus svarozici Ćurčić, 1992
- Roncus svetavodae Ćurčić & Dimitrijević, 2002
- Roncus tabacarui Ćurčić & Dimitrijević, 2006
- Roncus talason Ćurčić, Lee & Makarov, 1993
- Roncus timacensis Ćurčić, 1981
- Roncus tintilin Ćurčić, 1993
- Roncus transsilvanicus Beier, 1928
- Roncus travuniensis Ćurčić & Dimitrijević, 2007
- Roncus troglophilus Beier, 1931
- Roncus trojan Ćurčić, 1993
- Roncus trojanicus Ćurčić, 1988
- Roncus tuberculatus Gardini, 1991
- Roncus turritanus Gardini, 1982
- Roncus veles Ćurčić & Legg, 1994
- Roncus vidali Lagar, 1972
- Roncus virovensis Ćurčić & Dimitrijević, 2002
- Roncus vitalei Ćurčić, 2003
- Roncus viti Mahnert, 1974
- Roncus yaginumai Ćurčić, Ćurčić & Dimitrijević, 1996
- Roncus zburatorul Ćurčić & Dimitrijević, 2008
- Roncus zeumos Ćurčić & Dimitrijević, 2006
- Roncus zoiai Gardini & Rizzerio, 1987
- † Roncus succineus Beier, 1955

et décrites depuis :
- Roncus argyrunti Ćurčić & Rađa, 2014
- Roncus bosniensis Ćurčić & Rađa, 2014
- Roncus crnobog Ćurčić, 2013
- Roncus gasparoi Mahnert & Gardini, 2014
- Roncus giachinoi Mahnert & Gardini, 2014
- Roncus ivansticae Ćurčić, 2012
- Roncus jarevid Ćurčić, 2013
- Roncus khorasanicus Latifi, Nassirkhani & Mirshamsi, 2020
- Roncus ladestani Dimitrijević & Ćurčić, 2021
- Roncus meledae Ćurčić & Rađa, 2012
- Roncus navalia Ćurčić & Rađa, 2012
- Roncus pecmliniensis Ćurčić & Rađa, 2021
- Roncus pieperi Mahnert & Gardini 2014
- Roncus radgost Ćurčić, 2013
- Roncus ragusae Curic, 2012
- Roncus sumadijae Ćurčić, 2012
- Roncus sutikvae Ćurčić, Rađa, Dimitrijević, Vesović, Ćurčić & Ćurčić, 2021
- Roncus teutae Ćurčić, 2014
- Roncus tribunus Ćurčić, 2014
- Roncus turresi Dimitrijević, 2021
- Roncus ursi Ćurčić, 2012

Roncus dalmatinus et Roncus tenuis ont été placées dans le genre Archaeoroncus par Ćurčić, Dimitrijević, Rađa, Makarov et Ilić en 2012.

## Systématique et taxinomie
Ce genre a été décrit par L. Koch en 1873.
Parablothrus a été placé en synonymie par Gardini en 1982.

## Publication originale
- L. Koch, 1873 : Uebersichtliche Dartstellung der Europäischen Chernetiden (Pseudoscorpione). Bauer und Raspe, Nürnberg, p. 1-68 (texte intégral).